# تود هاني
تود هاني (بالإنجليزية: Todd Haney)‏ هو لاعب كرة قاعدة أمريكي، ولد في 30 يوليو 1965 في غالفستون في الولايات المتحدة.

## وصلات خارجية
- تود هاني على موقعبيزبول رفرنس.كوم (الدوري الرئيسي) (الإنجليزية)
- تود هاني على موقعبيزبول رفرنس.كوم (الدوري الثانوي) (الإنجليزية)